# Advanta Championships of Philadelphia 1997 - Doppio
Il doppio dell'Advanta Championships of Philadelphia 1997 è stato un torneo di tennis facente parte del WTA Tour 1997.
Lisa Raymond e Rennae Stubbs erano le detentrici del titolo e hanno battuto in finale 6–3, 7–5 Lindsay Davenport e Jana Novotná.

## Teste di serie
1. Martina Hingis /  Arantxa Sánchez Vicario (primo turno)
2. Lindsay Davenport /  Jana Novotná (finale)
3. n/a
4. Yayuk Basuki /  Caroline Vis (primo turno)

## Tabellone

### Legenda
| - Q = Qualificato - WC = Wild card - LL = Lucky loser | - ALT = Alternate - SE = Special Exempt - PR = Protected Ranking | - w/o = Walkover - r = Ritirato - d = Squalificato |